# بخش مرکزی شهرستان ورزنه
بخش مرکزی یکی از بخش‌های شهرستان ورزنه استان اصفهان ایران است.

## تقسیمات کشوری
- بخش مرکزی شهرستان ورزنه
  - دهستان گاوخونی جنوبی
  - دهستان گاوخونی شمالی

شهر: ورزنه

## جمعیت
براساس سرشماری عمومی نفوس و مسکن در سال ۱۳۹۵، جمعیت بخش مرکزی شهرستان ورزنه برابر با ۱۸،۰۲۸ نفر بوده‌است.